# Třída Abercrombie
Třída Abercrombie byla třída monitorů britského královského námořnictva z období první světové války. Postaveny byly čtyři jednotky této třídy. Ve službě byly v letech 1915–1936. Jeden byl ve válce potopen a ostatní byly vyřazeny.

## Stavba
Nasazení britských predreadnoughtů do ostřelování pozemních cílů ve Flandrech na počátku první světové války ukázalo, že námořnictvo postrádá plavidla vhodná pro tento úkol. Řešením byla stavba několika tříd monitorů zčásti vyzbrojených kanóny sejmutými ze starších plavidel. Rovněž výzbroj monitorů třídy Abercrombie měla neobvyklý původ. Americká loděnice Benthlehem Steel nabídla Velké Británii čtyři dvojdělové věže s 356mm kanóny, které byly vyrobeny pro řeckou bitevní loď  Salamis. Tu stavěla německá loděnice AG Vulcan a dodání věží bránilo britské embargo. Právě pro tyto věže byly monitory vyvinuty. Čtyři jednotky této třídy postavily loděnice Harland & Wolff v Belfastu a Govanu v Glasgow a Swan Hunter ve Wallsendu. Stavba probíhala velmi rychle, ovšem za cenu některých konstrukčních kompromisů (např. slabý pohon). Do služby vstoupily v roce 1915. Původně krátce nesly jména po amerických vojevůdcích.
Jednotky třídy Abercrombie:
| Jméno                                        | Loděnice                 | Založení kýlu | Spuštěna       | Vstup do služby | Status |
| -------------------------------------------- | ------------------------ | ------------- | -------------- | --------------- | --- |
| HMS Abercrombie (ex Admiral Farragut, ex M1) | Harland & Wolff, Belfast | 1914          | 15. dubna 1915 | květen 1915     | Odzbrojen 1920, sešrotován 1927.                                                                                             |
| HMS Havelock (ex General Grant, ex M2)       | Harland & Wolff, Belfast | 1914          | 29. dubna 1915 | květen 1915     | Odzbrojen 1920, sešrotován 1927.                                                                                             |
| HMS Raglan (ex Robert E. Lee, ex M3)         | Harland & Wolff, Govan   | 1914          | 29. dubna 1915 | červen 1915     | Dne 20. ledna 1918 byl potopen tureckými křižníky Yavuz Sultan Selim a Midilli v bitvě u Imbrosu. Zemřelo 127 členů posádky. |
| HMS Roberts (ex Stonewall Jackson, ex M4)    | Swan Hunter              | 1914          | 15. dubna 1915 | květen 1915     | Testovací loď 1921, sešrotována 1936.                                                                                        |

## Konstrukce

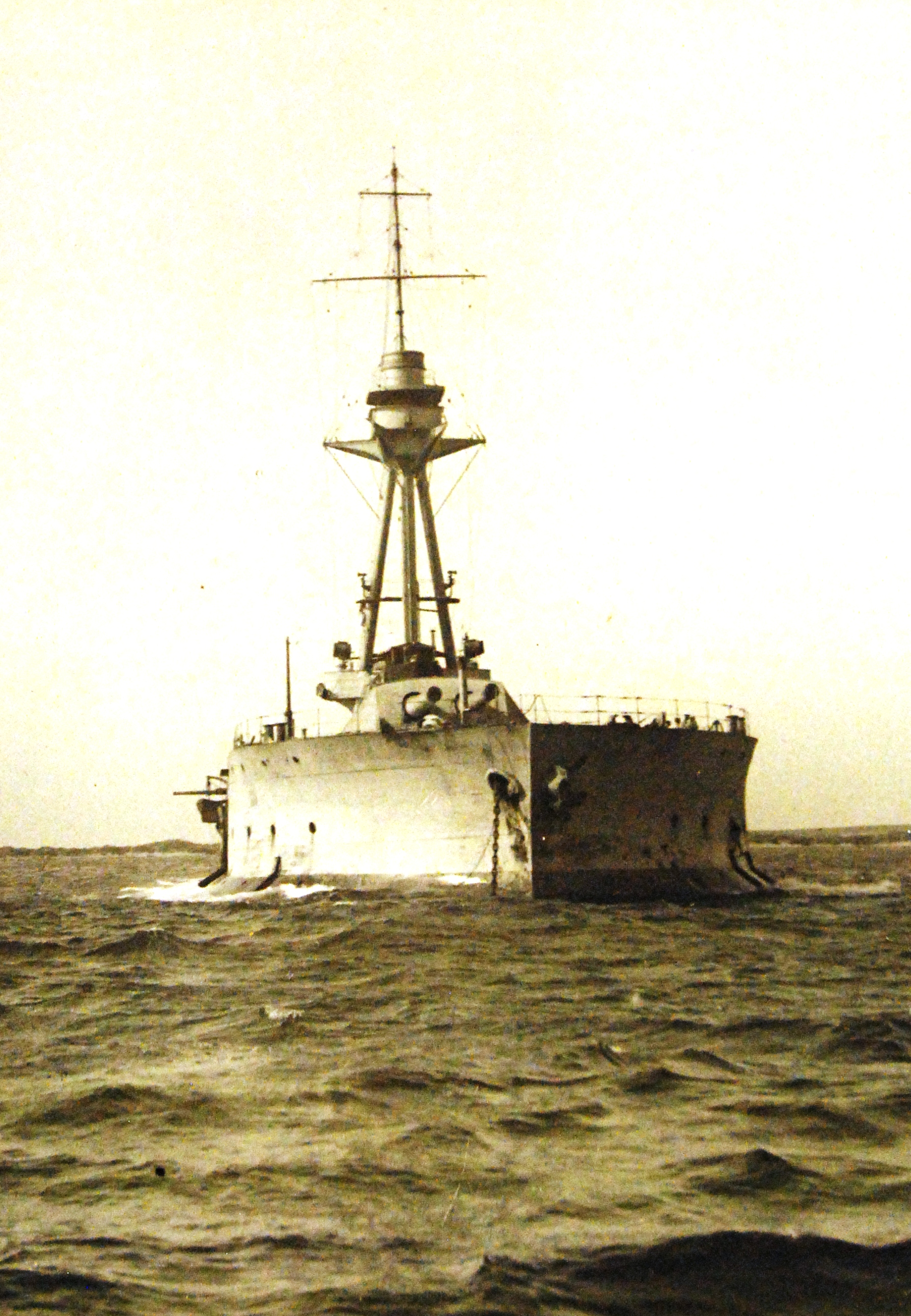
HMS Abercrombie

Výzbroj monitorů tvořily dva 356mm kanóny umístěné v dvoudělové věži na přídi. Doplňovaly je dva 76mm kanóny, jeden 47mm kanón, 40mm kanón a čtyři 7,7mm kulomety. Pohonný systém se u jednotlivých plavidel mírně lišil. Abercrombie a Havelock měly dva kotle Babcock & Wilcox a dva parní stroje o výkonu 2000 hp, pohánějící dva lodní šrouby. Stroje monitoru Raglan měly výkon 2310 hp a monitoru Roberts 1800 hp, díky čemuž první dosahoval rychlosti 6,5 uzlu a druhý 6 uzlů.